# Dragon Drive
Dragon Drive (ドラゴンドライブ, Doragon Doraibu) est un manga écrit et dessiné par Kenichi Sakura. Il a été prépublié entre 2001 et 2006 dans le magazine Monthly Shōnen Jump de l'éditeur Shūeisha, et a été compilé en un total de quatorze volumes. La série est publiée en Amérique du Nord par VIZ Media.
Une adaptation en série télévisée d'animation produite par le studio Madhouse a été diffusée sur TV Tokyo entre le 4 juillet 2002 et le 27 mars 2003. En 2004, la série animée est sortie en Amérique du Nord par Bandai. 

## Résumé
Dragon Drive énumère les aventures de l'étudiant Reiji Ozora qui perd par habitude espoir en tout ce qu'il commence et a des résultats scolaires catastrophiques. Fatigué de voir son ami abandonner tout ce qu'il entreprend, Maiko Yukino son ami d'enfance, montre à Reiji un jeu de réalité virtuelle appelé "Dragon Drive". C'est un jeu de combat dans lequel les joueurs et leurs dragons s'affrontent dans une ville virtuelle. Reiji, dont la personnalité est paresseuse, obtiendra en commençant le jeu un petit dragon, également paresseux, qu'il appelle Chibisuke. Néanmoins les deux protagonistes montreront à travers de nombreux combats que leur pouvoir ne correspond ni à leur taille ni à leur niveau de paresse et feront trembler plus d'un adversaire. Reiji et Chibi se retrouvent ensuite projetés dans un monde parallèle à la Terre, Ri-kyuu. On leur annonce qu'ils doivent participer à un tournoi afin de protéger les deux monde de Rion, un être qui veut gouverner la Terre et Ri-kyu en contrôlant les dragons.
Les coupables de toute cette mascarade se révèlent être les créateurs de Dragon Drive eux-mêmes.

## Génériques
- Opening 1 et 2 : True (seul le visuel diffère)
- Ending 1 : Tatta hitotsu no (「たった、ひとつの」?)